# Coraid公司
Coraid公司（原文為英文的）位在美國喬治亞州的雅典城，是一家研製、銷售電腦儲存設備的業者，且主要是網路型儲存的硬體設備、裝置，此方面的產品多稱為網路式儲存應用機（Networked Storage Appliances）。
除此之外，Coraid公司也發創及維護Linux核心之用的ATA over Ethernet（簡稱：AoE）驅動程式，這也應證了該公司的營運口號："The Linux Storage People"。
有關ATA over Ethernet的更詳細技術細節，請參見維基的ATA over Ethernet條目說明。

## 附註
1. ↑  引自Coraid公司的官方網站 （页面存档备份，存于）
2. ↑  口號引據參自Coraid網頁說明 （页面存档备份，存于）

## 相關
- The ATA over Ethernet initiator is part of the mainline Linux kernel since 2.6.11Archive.today的存檔，存档日期2013-04-15（英文）
  - 說明：用於Linux核心的AoE初始器（initiator）程式，該程式已成為主線的Linux核心的一部份。

- Kernel Korner - ATA Over Ethernet: Putting Hard Drives on the LAN（页面存档备份，存于）（英文）
  - 說明：Linux Journal的專文。

- The ATA over Ethernet (AoE) Protocol（页面存档备份，存于）（英文）
  - 說明：Linux Magazine網站，ATA over Ethernet的通訊協定標準、規範等內容。（需註冊才能下載）

- Ben Rockwood: ATA-over-Ethernet vs iSCSI（英文）
  - 說明：Ben Rockwood的個人部落格（Blog）文章：ATA-over-Ethernet vs iSCSI。

- LinuxWorld 2005 "Best Data Backup or Storage Solution"（页面存档备份，存于）（英文）
  - 說明：2005年的LinuxWorld雜誌中，Coraid公司獲得「最佳資料備份或儲存解決方案（Best Data Backup or Storage Solution）」獎項。